# Pratique de l'esclavage par des Juifs
Cet article a pour sujet l'accusation d'esclavagisme à l'encontre des Juifs.
Pour les règles et pratiques juives concernant l'esclavage, voir Esclavage dans le judaïsme.
Le mythe des Juifs organisateurs de la traite négrière trouve son origine dans un pamphlet publié à compte d'auteur en 1968 par un certain Walter White Jr., lui-même inspiré du pamphlet antisémite Le Juif international de Henry Ford, paru en 1920. Il est ensuite relayé par l'extrême droite américaine, dont le Ku Klux Klan. Dans le années 2000, l’allégation est reprise par des personnalités liées à l’extrême droite.
La réalité historique est tout autre. Au Moyen Âge, l'Église catholique interdit aux Juifs l'emploi d'esclaves et de serviteurs chrétiens mais les autorise à pratiquer le commerce d'esclaves païens. Du xvie siècle au xixe siècle, les grands États européens et les Compagnies des Indes britannique, française et néerlandaise pratiquent la traite des esclaves à laquelle participent quelques marchands juifs pendant que le sud des États-Unis maintient cet usage jusqu'à la guerre de Sécession. Dans ces États du Sud, en 1830, on compte 120 Juifs parmi les 45 000 propriétaires de plus de 20 esclaves, et 20 Juifs parmi les 12 000 propriétaires de plus de 50 esclaves.

## L'esclavage selon la loi juive

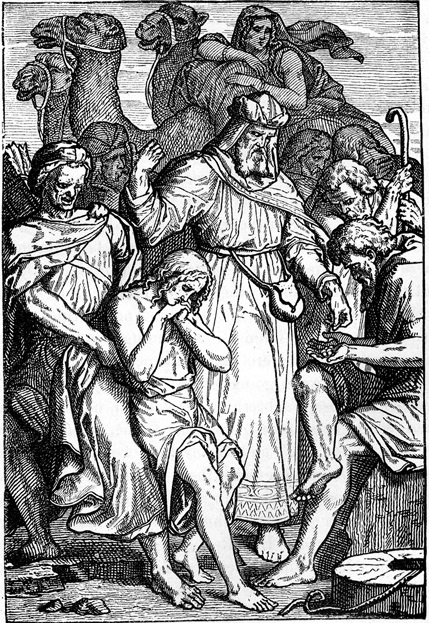
Joseph est vendu par ses frères, Ch. Foster, 1873.

Nulle part dans les commandements juifs, il n'est demandé d'asservir quiconque. Aussi la langue hébraïque ne possède-t-elle pas de terme propre signifiant « esclave ». Le mot eved est construit sur la racine avad qui veut dire « travailler » et est traduit selon le contexte et le traducteur par « serviteur », « travailleur » ou « esclave ». Ainsi, Eliezer est le serviteur (eved) d'Abraham ou les sujets du roi sont ses serviteurs (avadim).
L'esclavage est un statut personnel que l'on trouve chez la plupart des peuples de l'Antiquité et qui est mentionné dans le Pentateuque (Torah) de l'Ancien Testament dit aussi Bible hébraïque : Joseph a été vendu comme esclave par ses frères et les Hébreux sont eux-mêmes décrits dans la Bible comme esclaves chez les Égyptiens. Après leur libération de la servitude, la loi donnée par YHWH (Dieu) à Moïse leur impose d'accorder à leurs esclaves des protections particulières n'existant nulle part ailleurs dans les sociétés de cette époque : il est interdit de les faire travailler le jour du Sabbat, ils ont non seulement le droit à l'émancipation la septième année (ou année sabbatique), mais doivent être libérés de tout engagement après sept cycles sabbatiques, l'Année du Jubilé,. Un esclave qui est emmené en Terre d'Israël devient libre dès qu'il en a touché le sol. Une autre règle est mentionnée dans l'Exode :
« Et s’il fait tomber une dent à son esclave, homme ou femme, il le mettra en liberté, pour prix de sa dent. »
— Ancien Testament, Exode 21:27
.
Le code de l’Alliance comprend deux ensembles de règles distincts pour l’esclave hébreu (eved ivri, Lévitique 25:39-43) et pour l’esclave étranger, provenant des peuplades alentour ou leur engeance, considéré comme une propriété héritable (Lévitique 25:44-46). Les derniers proviennent de populations vaincues ou vassales, les premiers se vendent du fait de leur extrême pauvreté, ou pour payer leurs dettes financière ou judiciaire car peuple longtemps nomade, les Hébreux ne possédaient pas de prison. La misère ou l'envie peut ainsi mener à l'esclavage : un voleur, reconnu juridiquement coupable et insolvable, peut être vendu comme esclave le temps qu'il s'acquitte du remboursement de son larcin : il n'existait pas de prison chez le peuple hébreu, longtemps nomade. L'esclave cananéen (non-juif donc) appartient à son maître, pour toujours mais le maître ne dispose pas pour autant de la vie de l'esclave, laquelle appartient à Dieu.
Le Talmud réglemente aussi le statut de l'esclave, : il condamne le propriétaire d'un esclave à libérer celui-ci sur le champ si le maître blesse l'esclave. En outre, l'esclave doit être logé, vêtu et nourri : « Tu ne dois donc pas manger du pain blanc, alors que (ton esclave) mange du pain noir ; tu ne dois pas boire du vin vieux alors qu'il boit du vin trop jeune, dormir sur un matelas de laine, tandis qu'il dort sur la paille. »
Le Talmud de Babylone, traité Kiddouchine 22a, résume : « Qui s'achète un esclave, s'achète un maître ».

## Histoire

### Hostilité de l'Église à la participation des Juifs au commerce d'esclaves au Moyen Âge
Le commerce des esclaves était autorisé par toutes les législations anciennes et médiévales. L'Europe chrétienne l'a autorisé jusqu'au treizième siècle et souvent après. Le judaïsme a très tôt interdit le commerce d'esclaves juifs mais autorisait celui d'esclaves païens, sans restrictions légales ou morales.
Des autorisations royales ou papales sont accordées aux Juifs pour qu'ils puissent pratiquer le commerce d'esclaves païens, notamment de la part du pape Gélase Ier en 492, de l'empereur Louis le Pieux (778-840), successeur de Charlemagne, et d'autres rois carolingiens. Le pape Grégoire le Grand (590-604) s'oppose à la détention d'esclaves chrétiens par les Juifs parce qu'il craint que ces derniers les convertissent au judaïsme. Au troisième concile d'Orléans, en 538, un décret rappelle l'interdiction pour les Juifs de posséder des esclaves chrétiens et même des serviteurs chrétiens. Cette interdiction sera répétée lors de différents conciles ou par ordonnance, comme à Orléans en 541, au premier concile de Mâcon en 581, lors du concile de Chalon en 650 (9e canon) ; dans le royaume wisigoth d'Espagne, lors du quatrième concile de Tolède en 633 et par les lois wisigothiques,, à Szabolcs en 1092, à Gand en 1112, lors du concile de Narbonne en 1227 puis à Béziers en 1246. Après cette date, la nécessité d'une telle interdiction semble avoir disparu.
Dans son Histoire des Juifs, l'historien médiéviste Salomon Grayzel écrit : « Les Juifs furent parmi les plus importants marchands d'esclaves. À mesure que les habitants d'Allemagne occidentale pénétraient plus avant en Europe centrale, entraînant la population slave vers l'Est et accaparant leurs terres, ils faisaient des prisonniers que des marchands juifs achetaient, emmenaient vers d'autres pays où ils les revendaient à des Chrétiens et à des Musulmans ».
Ibn Khordadbeh, au IXe siècle, décrit les deux routes utilisées par les marchands juifs d'esclaves, celle d'Est en Ouest et celle d'Ouest en Est.
Le roi Louis le Pieux (778-840) accorde des chartes aux Juifs visitant son royaume, les autorisant à pratiquer le commerce d'esclaves, pourvu que ceux-ci n'aient pas été baptisés. Plusieurs Juifs espagnols tirent leur fortune de la traite d'esclaves slavons achetés en Andalousie. De même, des Juifs de Verdun, vers l'an 949, achètent des esclaves dans les environs et les revendent en Espagne.

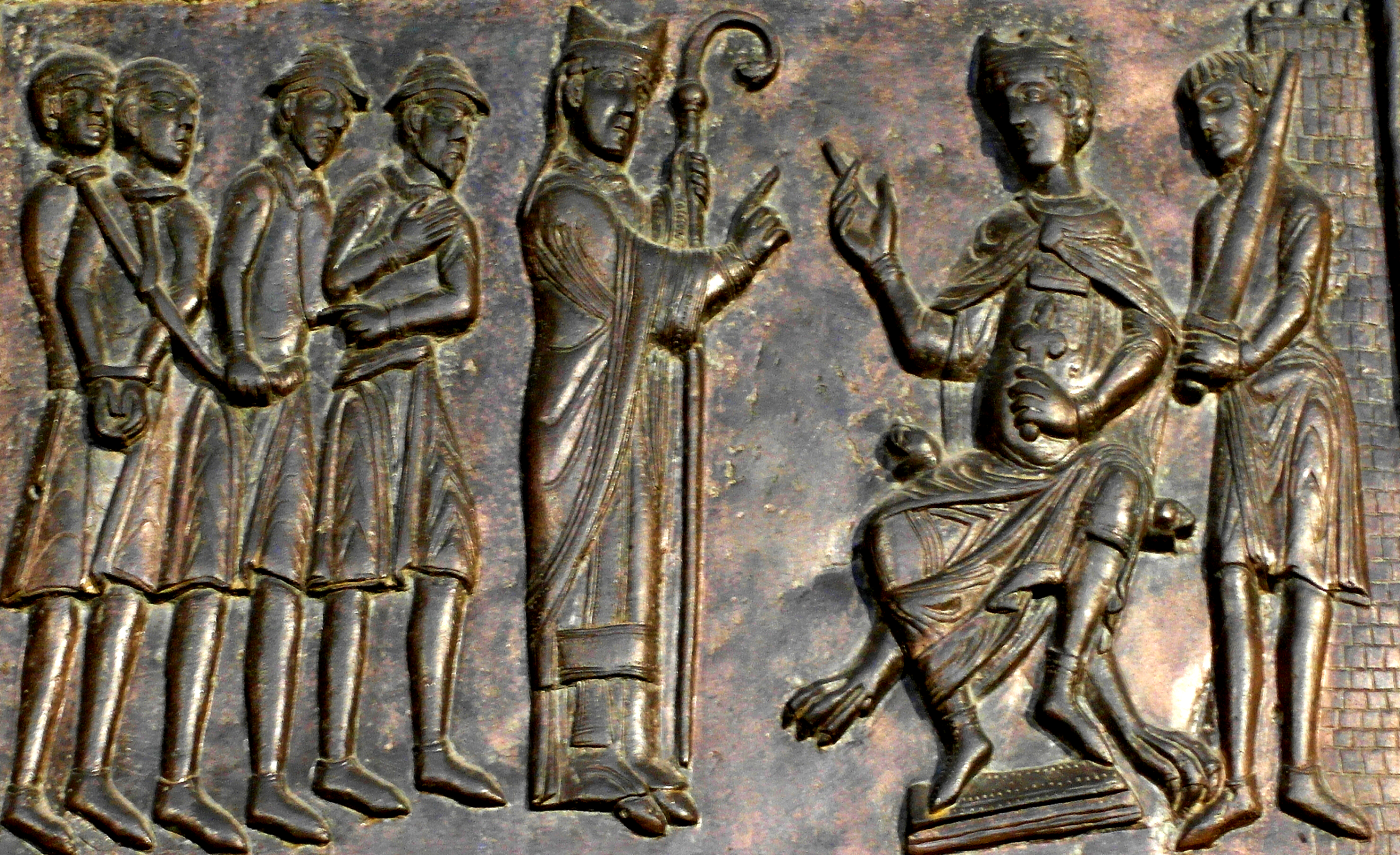
Saint Adalbert de Prague plaide auprès de Boleslas II, duc de Bohême, pour la libération des esclaves chrétiens par leurs maîtres, marchands juifs (radhanites), Gniezno Door, v. 1170

De nombreux chrétiens trafiquent des esclaves avec les Juifs. En Saxe, le margrave de Meissen vend beaucoup de ses sujets aux Juifs, et l'empereur Henri II s'en plaint. Les dignitaires de l'Église de Bavière reconnaissaient même ce trafic et insistent pour que les Juifs et les autres marchands chrétiens payent une taxe sur les esclaves. En 1100, des Juifs s'acquittent de cette taxe pour chaque esclave détenu par eux à Coblence. Cependant, des empereurs carolingiens autorisent les Juifs à garder des esclaves sans être baptisés. Une telle autorisation a été donnée, par exemple, à Juda ibn Kalonymus et ses associés à Spire, et, vers 1090, à des Juifs de Worms. En parallèle, des esclaves sont rachetés de part et d'autre du trafic (chrétien-juif), chacun essayant de libérer ses coreligionnaires détenus contre monnaie.
Au XIIIe siècle, à l'époque des croisades, les guildes chrétiennes des marchands monopolisent le commerce dont celui des esclaves : il n'y a à Marseille que deux commerçants juifs d'esclaves contre sept chrétiens.
Si en terre chrétienne, il est interdit aux Juifs de posséder des esclaves ou serviteurs chrétiens, en terre musulmane et comme les musulmans, ils peuvent en posséder ou en vendre.

### Duxviesiècleauxixesiècle
Du xvie siècle au xixe siècle, la traite des esclaves a existé entre l'Europe occidentale, les Amériques et l'Afrique occidentale. Un « très petit nombre de Juifs » profitant de leur connaissance du commerce international de l'époque se sont alors livrés à la traite des esclaves. David Brion Davis, prix Pulitzer, professeur émérite d'histoire à l'Université de Yale cite les Belmonte à Amsterdam, les Gradis à Bordeaux et Aaron Lopez — seulement responsable du débarquement de 1 165 des 106 594 esclaves déportés à Newport au XVIIIe siècle — (soit 1,09 %) et Jacob Rodrigues Rivera aussi à Newport mais les marchands juifs n'ont jamais constitué une force importante dans l'exploitation de l'Afrique où ils constituaient une exception parmi les nombreux marchands catholiques ou protestants.
Le nombre d'esclaves emmenés d'Afrique en Amérique durant ces quatre siècles est estimé à 11 700 000, dont plus de la moitié au XVIIIe siècle et plus du quart au XIXe siècle. C'est pendant les 28 ans de domination de ce commerce par les Hollandais au XVIIe siècle que la proportion de marchands d'esclaves juifs a atteint son pic. Mais à cette époque, le commerce hollandais ne comptait que pour 16 % du commerce d'esclaves et au XVIIIe siècle, il tombait à 5,7 %. Si on se rappelle que le commerce hollandais d'esclaves était largement dans les mains protestantes, on comprend la très faible contribution des Juifs au commerce d'esclaves, 2 % selon l'ouvrage de référence : Jews and the American Slave Trade.

#### Territoires espagnols
Sous Philippe II, dans Oran occupé par les Espagnols, le butin provenant des razzias espagnoles était écoulé par les Juifs, négociants et contrôleurs de l'approvisionnement de la garnison, ayant servi quelquefois d'intermédiaires dans le commerce des esclaves entre les Chrétiens et les Musulmans.

#### Angleterre, Caraïbes et Amérique du Nord

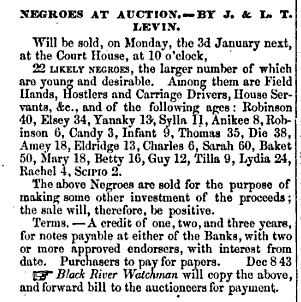
Publicité pour une vente de 22 esclaves par Jacob Levin (J. Levin et LT Levin), v. 1853

Le commerce des esclaves d'Afrique vers les îles sucrières de l'Atlantique comme Madère et São Tomé et vers l'hémisphère occidental a commencé aux alentours de 1450 et a prospéré sans frein pendant quatre siècles. Outre le sucre, les esclaves participent à la production de tabac, café, chocolat, rhum, riz, épices, poudres tinctoriales, chanvre et de coton, et sont employés de maison ou de sociétés.
Dans un article paru en 1994, David Brion Davis rapporte que dans le sud des États-Unis en 1830, il y avait « 120 Juifs parmi les 45 000 propriétaires de plus de vingt esclaves, et 20 Juifs parmi les 12 000 propriétaires de plus de cinquante esclaves », soit 0,2 % pour les uns et 0,1 % pour les autres.
Selon les recensements officiels, des Juifs détenaient 209 esclaves en 1790 et 701 en 1820. Au début du XIXe siècle, les Juifs possédaient moins de trois pour cent d’un pour cent, soit 0,03 % de l’ensemble des esclaves d’Amérique. Davis rappelle s'il était besoin que les Juifs étaient l'un des innombrables groupes religieux et ethniques autour du monde à participer à la traite des esclaves. Il ajoute qu'à l'instar des catholiques, musulmans, luthériens, huguenots, calvinistes ou anglicans, le petit nombre de Juifs qui vivaient dans la communauté atlantique a tenu pour acquis l'esclavage des Noirs. Ainsi, on ne compte qu'un seul marchand juif rejoignant la première société anti-esclavagiste de New York dans les années 1790 - l'esprit des commerçants de toute obédience restant encore étranger aux innovations intellectuelles et morales de l'abolitionnisme réservées à une élite éclairée. Dans son ouvrage majeur, Davis souligne que l'esclavage faisait partie intégrante de la réussite de l'Amérique en tant que nation - et non pas l'entreprise marginale d'un groupe d'individus.

#### Pays-Bas et colonies hollandaises

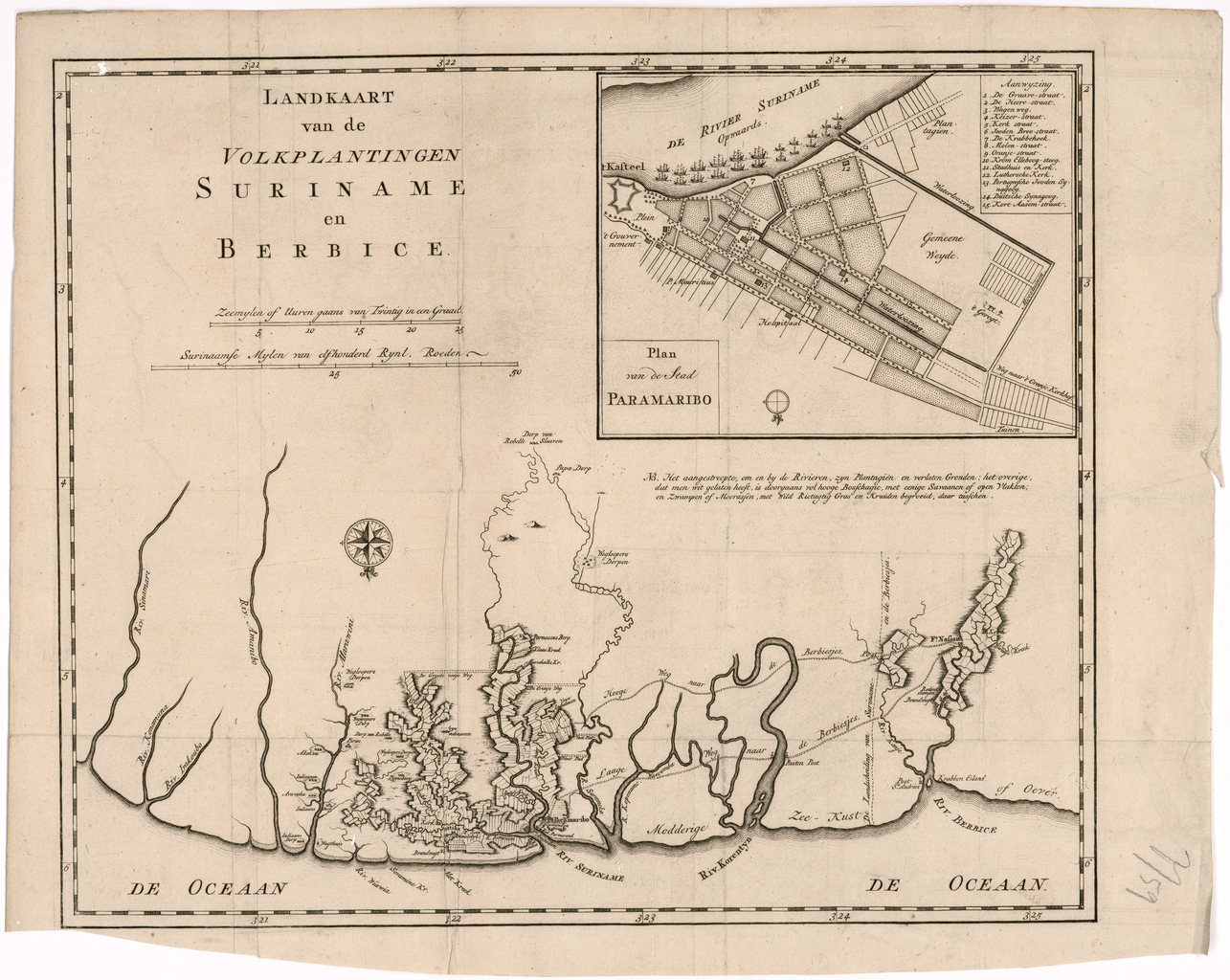
Carte des plantations hollandaises au Surinam et à Bernice (Guyane), XVIIIe s. (le Nord est en bas)

Fondée en 1621, la Compagnie néerlandaise des Indes occidentales promettait, huit ans plus tard, « de fournir aux colons autant de Noirs que possible ». Mais seuls 18 Juifs ont accepté de participer à sa création, et n’y ont investi que 36 000 florins sur un capital total de trois millions. Les Juifs n’ont constitué, au maximum, que 10 % de l’ensemble des actionnaires.
Les colons hollandais, qui avaient repris Recife des Portugais en 1631, et qui voulaient développer l’industrie sucrière au Surinam (1656), y invitent des colons juifs rescapés du Brésil ou venus de Hollande (ces derniers étant aussi des juifs portugais réfugiés après 1496), et l'historien R. Southey dit (en 1822) qu'ils y « ont fait d'excellents sujets ». La population juive devient majoritaire à Recife et Pernambuc en 1645 ; un voyageur indique que « parmi les habitants libres du Brésil en 1640, les juifs étaient les plus nombreux ». En 1660, Cayenne accueille 152 juifs italiens de Livourne et espagnols qui fuient en 1664 au Suriname, dans trois voyages organisés par Paulo Jacomo Pinto. Parmi ces émigrants se trouve le poète Miguel de Barrios. Au Surinam, le marchand juif hollandais Samuel Nassy obtient des concessions en septembre 1682 : des réfugiés religieux français, espagnols, anglais et portugais y affluent. En 1700, la colonie compte ainsi 90 familles juives.

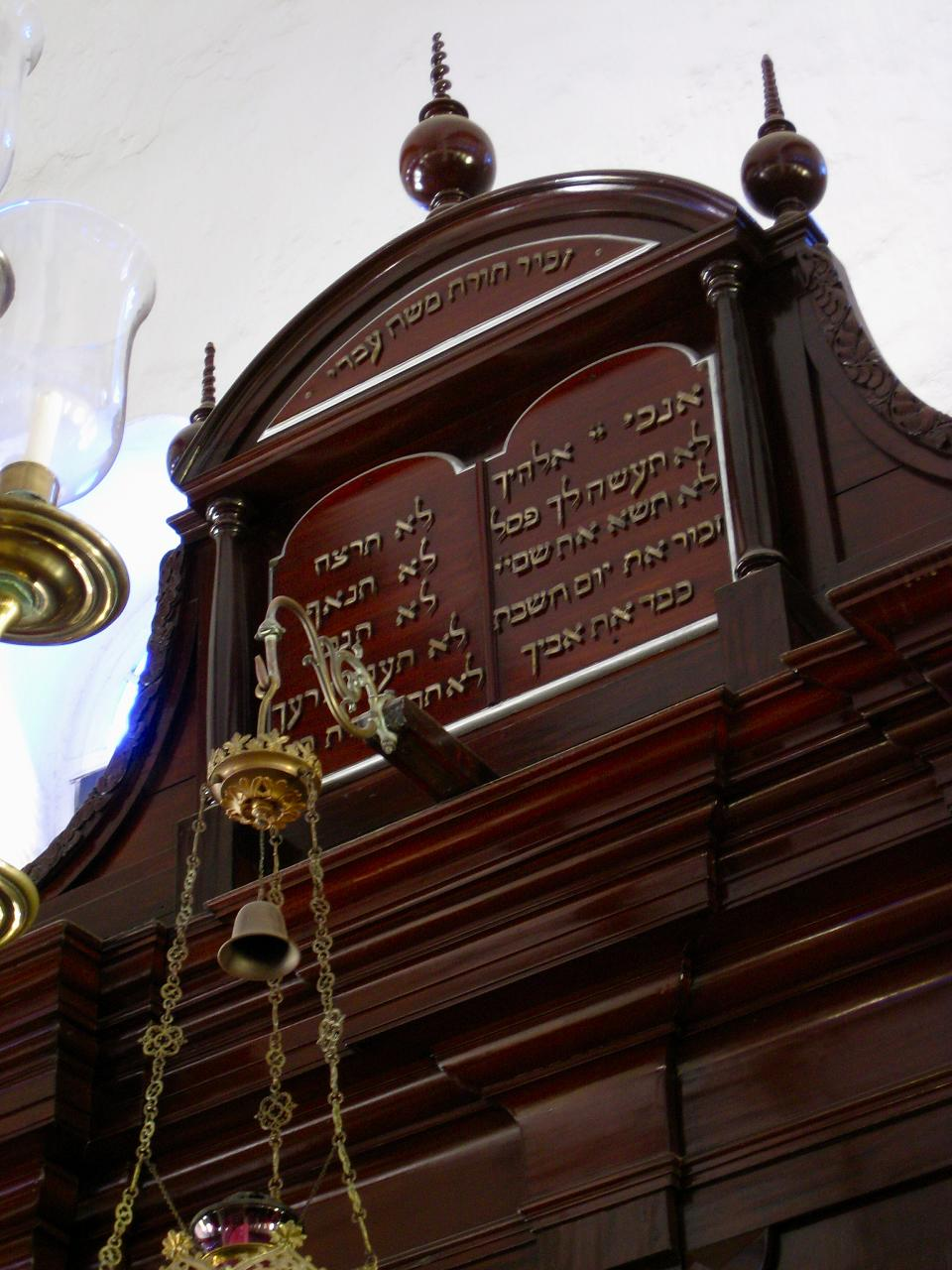
Synagogue à Willemstad, Curaçao. Photo M. Hagen.

##### Curaçao
À partir de 1652 et menée par Joao d'Ylan, la communauté juive de Curaçao se développe, venant d'Amsterdam, du Brésil et un peu plus tard des Antilles françaises d'où les juifs sont chassés par le Code Noir en 1685. D'Amsterdam, Isaac da Costa conduit vers 1659 la deuxième vague d'immigration juive à Curaçao et y fonde le premier cimetière toujours visible sur l'île. C'est ce même da Costa (1620-1700) dont la littérature dit qu'il fut un important marchands d'esclaves[réf. nécessaire].
Les commerçants juifs s'intéressent surtout à la production et à la commercialisation du cacao, notamment Benjamin da Costa d'Andrade (planteur du premier plant de cacao sur l'île en 1660, qui acquit des Indiens vénézuéliens), du bois de campêche, et à celle du tabac au Venezuela à destination d'Amsterdam, en échange de produits européens : draps de laine, outils, armes, ustensiles... Ils construisent aussi des bâtiments de plusieurs étages à l'architecture amstellodamoise fleurie, avec entrepôts au rez-de-chaussée, et des synagogues au fur et à mesure de l'accroissement de la population. Ainsi, des juifs prospèrent mais les plus modestes quittent la ville fortifiée pour emménager à Otrabanda, « l'autre côté » du port où les loyers sont moins onéreux. À la fin du XVIIIe siècle, 2 000 juifs vivent à Curaçao et y figurent un peu plus de la moitié de la population blanche de l'île, mais sur 5 534 esclaves, à peine 15 % appartenaient à des Juifs.

##### Recife

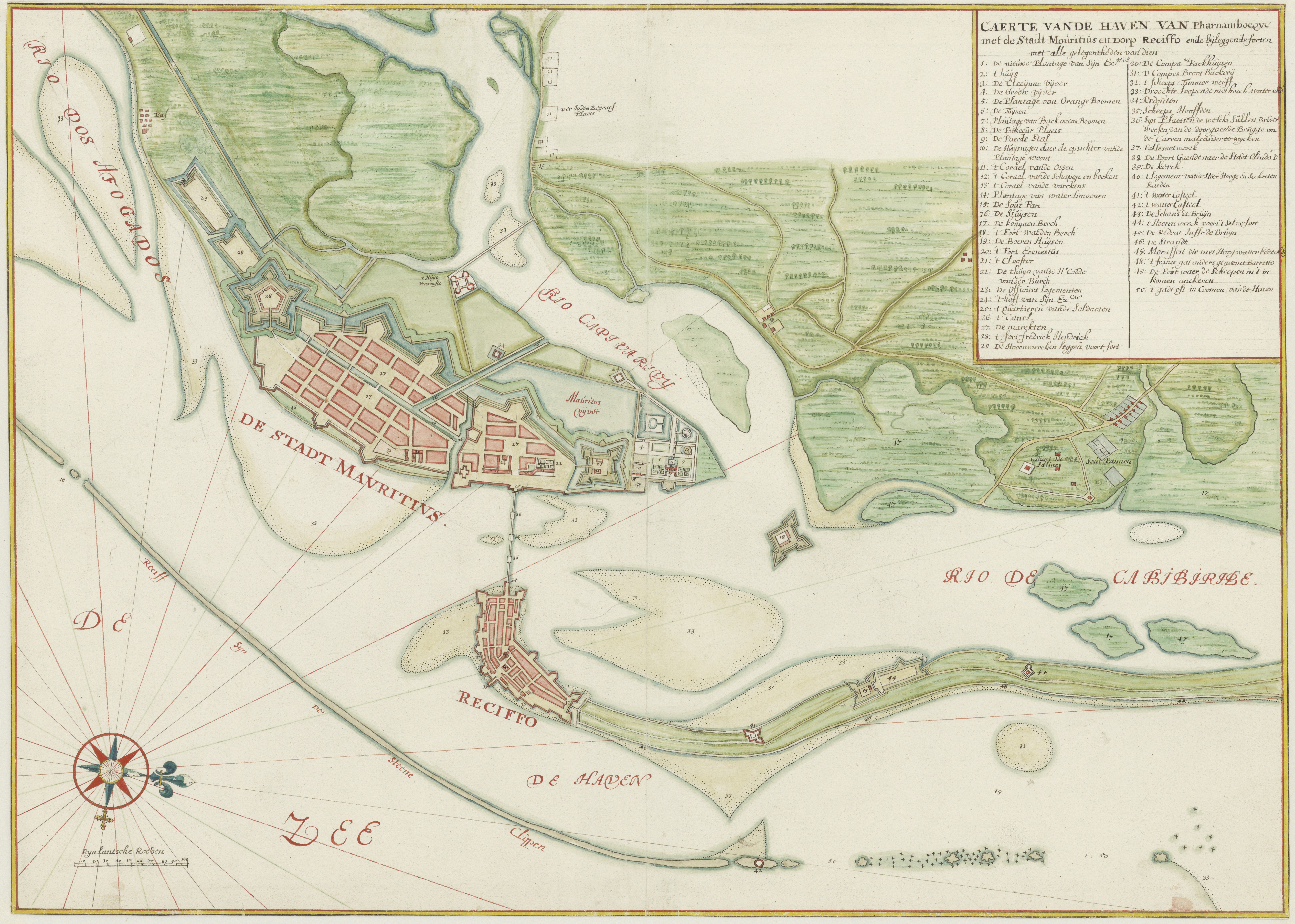
Carte de Recife (Brésil) avec lieux des plantations indiqués, Johannes Vingboons, 1665.

En 1645, Recife, capitale du Pernambouc, région du Brésil hollandaise depuis 1630, accueillait de nombreux marchands, des savants, des écrivains et des hommes de foi[réf. nécessaire]. L'historien et rabbin M. Lee Raphael indique dans son ouvrage que « [A] Récife [il existait] une imposta (taxe pour les Juifs) de 5 Soldos pour l’achat de chaque esclave nègre par les Juifs brésiliens, achetés auprès de la Compagnie des Indes ».
Beaucoup de ces Juifs y fuient les persécutions du Saint-Office à divers endroits du globe ; ceux qui restent le paient souvent de leur vie[réf. nécessaire].
Mais quand au début du XVIIIe siècle, les Juifs et les marranes redeviennent une population à nouveau persécutée, ils quittent peu à peu le Brésil afin de pouvoir pratiquer leur religion en transitant vers Lisbonne ; à tel point que beaucoup de moulins à sucre à Rio arrêtent de fonctionner[réf. nécessaire]. Après un demi-siècle de ce manège, les Juifs deviennent minoritaires au Brésil et les marranes se fondent dans la population chrétienne[réf. nécessaire].

#### Cayenne
La pratique de l'esclavage par des Juifs au Suriname et à Cayenne au XVIIe siècle était encore marginale. Au début de 1654, après la perte du Brésil hollandais, un groupe de Néerlandais du Brésil aurait atteint Cayenne, avec des esclaves, mais le manque de provisions et de bateaux qui a suivi la chute de Recife en janvier 1654 rend cette théorie improbable. Ce n'est que vers 1660, six ans après que sont arrivés d'Amsterdam, quelques rares anciens du Brésil hollandais.
À Cayenne vers 1660, la colonie juive de 200 à 300 personnes, appelée « Aremire », décrite par un missionnaire français, le père Labat, n'employait que 50 esclaves et disposait d'un moulin à sucre à énergie hydraulique, dans la crique Rorota, dotée d' une synagogue. Elle avait succédé à la Compagnie de Paris débarquée en septembre 1652 avec 800 hommes dont des jésuites et la mission de développer le sucre et la Compagnie de Rouen arrivée quelques mois plus tôt.
La première population d'origine africaine à Cayenne est constatée au début des années 1650, période d'arrivée des Français dans le sillage des patentes données par le Roi de France en 1651 à la Compagnie de Jésus pour s'installer aux îles, et de la création en septembre 1651 de la Compagnie de Paris, chargée par le roi de développer la culture du sucre. Mais ces 14 premiers africains sont d'origine anglaise, à l'époque où l'essor sucrier de la Barbade anglaise, où sont réfugiés de nombreux partisans du roi Charles II, est stoppé par les conflits régilieux et militaires. Face aux menaces d'Oliver Cromwell d'organiser le blocus de cette île, qu'il exécute fin 1650 avant de s'en prendre à ses partenaires commerciaux hollandais, Anthony Rowse en était parti, envoyé par le gouverneur Lord Willoughby fonder une autre colonie dans l'actuel Suriname. C'est Fort Willoughby, où l'esclavage sera d'abord développé par cette importante colonie anglaise, à l'embouchure de la rivière Surinam lieu du futur Paramaribo, où vivait déjà depuis deux ans un colon isolé et sa famille du nom de Jacob Enoch en bonne amitié avec les indigènes. Après avoir négocié avec les chefs amérindiens, Anthony Rowse y avait installé dès 1650 cinq cents plantations de sucre où travaillaient 1 000 Blancs, aidés par 2 000 esclaves noirs venus de la Barbade anglaise.
Les Juifs quittent quasiment tous Cayenne au milieu des années 1660, quand arrivent les Français, qui importent des esclaves à la fin de la décennie et en ont près de 1400 en 1675.
À partir de 1704, des esclaves noirs sont introduits à nouveau en Guyane.

##### Compagnies des Indes occidentales et orientales

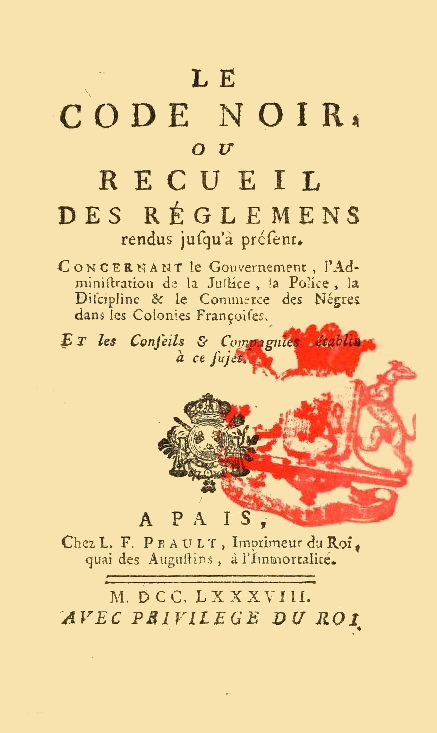
Le Code noir ou Recueil des règlemens rendus jusqu'à présent, Paris, 1788.

En France, le trafic d'esclaves a été autorisé par le cardinal Richelieu en 1642, dès le règne de Louis XIII et a pris de l'ampleur sous celui de Louis XIV qui prend en août 1670 un édit royal pour inciter à son développement, peu avant la dissolution de la Compagnie des Indes occidentales, qui est remplacé par des contrats passés directement par des négriers car les colons se plaignent qu'elle ne répondent pas à leur désir de voir l'importation de plusieurs centaines d'esclaves en Martinique et en Guadeloupe.
La pratique de l'esclavage, légalisée par Richelieu dès 1642, est déjà très développée, en particulier par les compagnies du Roi, quand en 1685, quand le Code noir, dans son article Ier, ordonne aux Juifs de quitter les îles françaises d'Amérique.
« Enjoignons à tous nos officiers de chasser hors de nos îles tous les Juifs qui y ont établi leur résidence, auxquels, comme ennemis déclarés du nom chrétien, nous commandons d’en sortir dans trois mois, à compter du jour de la publication des présentes, à peine de confiscation de corps et de biens. »
— Code noir, Article 1er
Comme les 96 Juifs vivant à la Martinique sont expulsés à la demande des jésuites et selon le Code noir de 1685, la transformation de la canne en sucre et le raffinage deviennent un monopole réservé à un proche du roi, le chevalier Charles François d'Angennes, marquis de Maintenon, premier planteur de sucre de l'île de Martinique.

##### Commerce triangulaire
Le commerce triangulaire est alors développé depuis les grands ports de l'Atlantique : Nantes, Bordeaux, La Rochelle, Le Havre « formant le quatuor majeur de la traite française ». S'y sont installés depuis la fin du XVIe siècle des familles de Juifs dits Portugais, en particulier à Bordeaux où en 1550 et 1574, des lettres patentes d'Henri III leur accordent un statut et des privilèges. Certains d'entre eux participent au grand commerce colonial, y compris à la traite des Noirs. Les archives indiquent ainsi qu'à Bordeaux (deuxième port négrier de France) au XVIIIe siècle, sur 186 armateurs bordelais, 4 à 5 Juifs ont armé pour la traite en tout 20 navires (dont la moitié pour la maison Gradis) sur un total bordelais de 485 navires négriers, soit moins de 5 % des navires négriers de Bordeaux. La situation à Nantes est différente puisque le judaïsme y est officiellement interdit à la fin du XVIe siècle mais officieusement toléré donc restreint. Ainsi, les réfugiés juifs, marranes, Nouveaux chrétiens et même chrétiens de la péninsule ibérique, qui s'y adonnent au commerce de toutes sortes de marchandises, sont pendant des décennies en butte à une hostilité régnante voire des sentiments franchement agressifs envers eux — appelés indifféremment « les Portugais » — de la part des négociants locaux et de la population portuaire en particulier.
En 1722, il est arrêté que « les Portugais » doivent être dénombrés et leurs biens inventoriés avec interdiction de vente. Devant cette menace, ils réagissent auprès du pouvoir et obtiennent en 1723 moyennant une nouvelle taxe de cent dix mille livres, des lettres patentes concernant « les Juifs desdites généralités [Bordeaux et Auch] connus et établis en notre royaume sous les titres de Portugais, autrement Nouveaux Chrétiens… » Indirectement, officiellement et légalement, les marranes de France sont enfin reconnus comme Juifs.
Pour la traite négrière française, la suppression en 1769 de la Compagnie des Indes orientales, qui avait le monopole des routes vers l’Océan Indien, pousse les négriers français à aller chercher des esclaves au-delà du cap de Bonne-Espérance.

##### Exemple des Bordelais Gradis

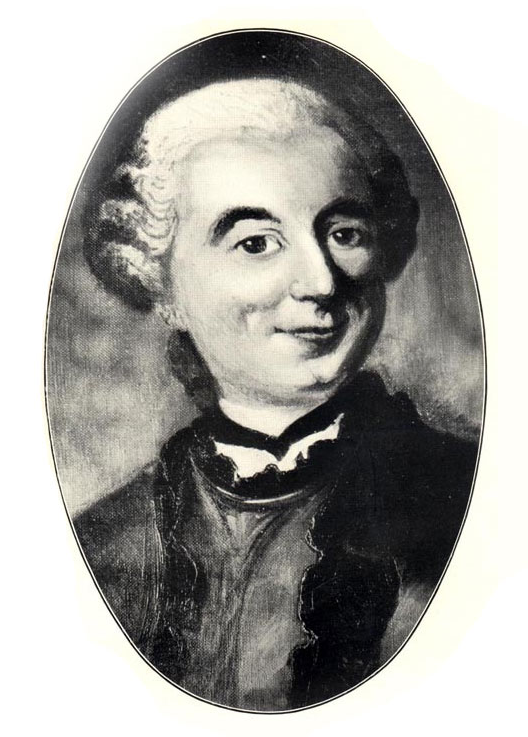
Abraham Gradis (v. 1699-1780) de la maison Gradis.

Œuvrant à Bordeaux, les activités de la famille Gradis incluent la course, la banque, l'armement des vaisseaux, les assurances, la traite des esclaves — laquelle correspond à 5 % de sa flotte marchande — et le fret pour les colonies d'Amérique, particulièrement le Canada (la « Nouvelle-France ») encore français, dans un commerce atlantique du XVIIIe siècle en pleine effervescence. En 1763, Choiseul, ministre de Louis XV, charge Abraham Gradis — qu'il qualifie de « bon et vertueux citoyen » à cause de son patriotisme, de son aménité et de sa générosité — de l'approvisionnement de l'Île de Gorée sur la côte du Sénégal, et de sa garnison.
Avec un total de dix expéditions négrières, la société David Gradis & fils arrive en septième position des armements négriers à Bordeaux, toutes religions confondues. L'historien Eric Saugera remarque à ce propos que ce sont les protestants qui sont le plus actifs dans les expéditions négrières à cette époque et ne considère pas les Ets. David Gradis & fils comme spécialistes de la traite négrière car, outre ces derniers, quatre autres entreprises juives ont armé les dix autres navires négriers sur 186 armateurs négriers chrétiens bordelais, soit 2,1 %. Ainsi, en près de 150 ans (1685-1826), seulement cinq entreprises juives à Bordeaux arment la traite à travers vingt expéditions négrières, « alors que les séfarades constituent une partie bien plus considérable du négoce bordelais ».

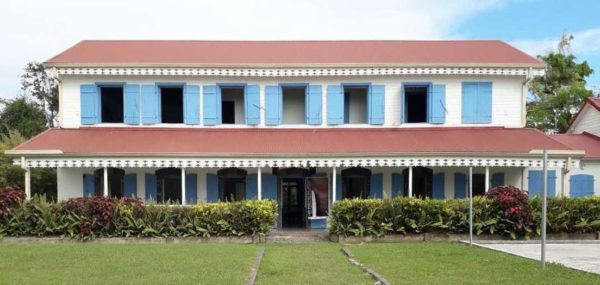
Ancienne maison du maître de l'habitation Gradis en Martinique.

En ce qui concerne les plantations coloniales esclavagistes, Abraham Gradis était réticent à devenir propriétaire en raison de la possibilité de mauvaises récoltes, et de la difficulté de recrutement en main-d’œuvre servile. Dans une lettre écrite en 1752, il estime qu'il est trop tard pour s'engager de manière rentable dans ce type d'investissement : « quelque avantage qu'on puisse vous faire envisager dans le fonds de l'Amérique, je les regarde tous comme très mauvais et ruineux pour les personnes d'Europe... Jamais notre intention n'a été d'avoir des biens aux colonies, il y a trente ans que si nous avions été dans ce dessein nous aurions pu avec peu de choses former de magnifiques établissements ». Toutefois, les nombreuses créances de ses grands débiteurs colons poussent la maison David Gradis & fils à devenir propriétaire de plusieurs plantations coloniales. Ainsi, Abraham Gradis acquiert une première plantation en Martinique en 1776 (du débiteur Alexis Prunes de Vivier, l'habitation « Prunes ») avec la famille protestante bordelaise Bethmann, une autre à Saint-Domingue en 1777 (de M. de La Caze, un autre de ses débiteurs, l'habitation « La Caze »), et une dernière sur cette même île dans le quartier des Nippes (à la succession du débiteur Maignan). Poussées en cela par son neveu David, ces acquisitions et les conjonctures politiques transformeront ensuite Moïse Gradis en planteur résident et donneront un autre tour à l'entreprise Gradis.
Si la maison Gradis abandonne la traite négrière en 1786, elle continue à affréter ses navires pour le roi dans l'approvisionnement en denrées des colonies françaises sur l'Atlantique et l'Océan Indien, à transporter les fonds royaux aux îles pour le salaire des garnisons, des officiers et des intendants, et à exploiter ses plantations avec esclaves.

Abraham Gradis fait également venir en France un esclave nommé Mercure pour son usage personnel, comme d'autres armateurs d'autres confessions font venir des captifs en métropole. La présence de Noirs sur le continent, et particulièrement dans les grandes villes, provoque des protestations populaires et un renouvellement très ferme de l'interdiction d'importer des populations noires en métropole. Néanmoins, au motif que des Noirs ou mulâtres semblent nécessaires à leurs maîtres pendant la traversée et au débarquement, Louis XVI impose en 1777 qu'ils soient ensuite tous (Noirs esclaves ou même libres) consignés dans les ports français dans l'attente de leur retour dans leur colonie d'origine, afin de veiller « à la conservation des mœurs et du bon ordre dans (son) royaume ». (Le procureur du roi, François-Armand Cholet, s'indigne d'ailleurs des conditions épouvantables de ces détentions).

##### Rivalités et décrets royaux
À travers les décrets royaux de 1783, 1784 puis remarquablement en 1786, Louis XVI laisse apercevoir la rivalité entre « Negocians François » et négociants étrangers (probablement juifs[non neutre], portugais, allemands ou hollandais) qui malgré les prohibitions et les taxes commençaient à s'imposer sur le marché négrier portuaire des Antilles. Il incite néanmoins ces derniers à introduire et vendre des Noirs (de traite étrangère) aux ports des îles du Vent qui, « négligées », manquent d'esclaves, avec à la clef une diminution de leurs droits d'entrée à raison de 100 livres par esclave, tout en offrant une généreuse prime passant de 60 à 100 puis à 200 livres par tête d'esclave (de traite française), accordée aux marchands français ainsi encouragés qui, pour leur part, en introduiraient d'Afrique, plus particulièrement dans la partie sud de Saint Domingue. Il invite en outre à exporter du sucre brut de Sainte-Lucie à l'étranger.
À la veille de la Révolution française, 2 400 Juifs habitent Bordeaux. Au milieu des centaines de bâtiments négriers de Bordeaux aux XVIIIe-XIXe s!ècles, baptisés Zizette, Aglaë, Saint-Nicolas, Conduite-de-Dieu, Ruby de Honfleur, Duc-de-Bourbon, Moine-Tatty, Lafayette, Confiance, Pucelle ou Neptune, les quelques navires appartenant aux armateurs juifs portent quelquefois leurs couleurs, telles Patriarche-Abraham pour la société Gradis ou Jeune-David pour Mendes.

### Vers l'abolition
Durant l'ère moderne, lorsque le mouvement abolitionniste cherche à interdire l'esclavage, certains partisans de l'esclavage - Juifs ou non-juifs - utilisent les lois juives pour fournir une justification religieuse à la pratique de l'esclavage tandis que leurs opposants - dont nombre de Juifs - s'investissent dans le mouvement anti-esclavagiste, en s'appuyant également sur d'autres enseignements juifs comme arguments contre l'esclavage,. C'est le cas notamment des Britanniques chrétiens Granville Sharp ou William Wilberforce ou d'autres abolitionnistes juifs comme les rabbins américains (en)Michael Heilprin d'origine polonaise, (en)Gustav Gottheil de Manchester, Ludwig Philippson de Bonn, (en)Moses Mielziner d'origine prussienne, aussi des poètes Berthold Auerbach en Allemagne, Heinrich Heine, d'autres émigrés comme Theodore Wiener et la suffragette Ernestine Rose de Pologne,, Jacob Benjamin de Bohême ou (en)August Bondi de Vienne. Nathan Meyer Rothschild est actif dans l'abolition britannique de la traite des esclaves par son financement partiel de la compensation de 20 millions de livres sterling versée par le gouvernement britannique aux anciens propriétaires des esclaves libérés.

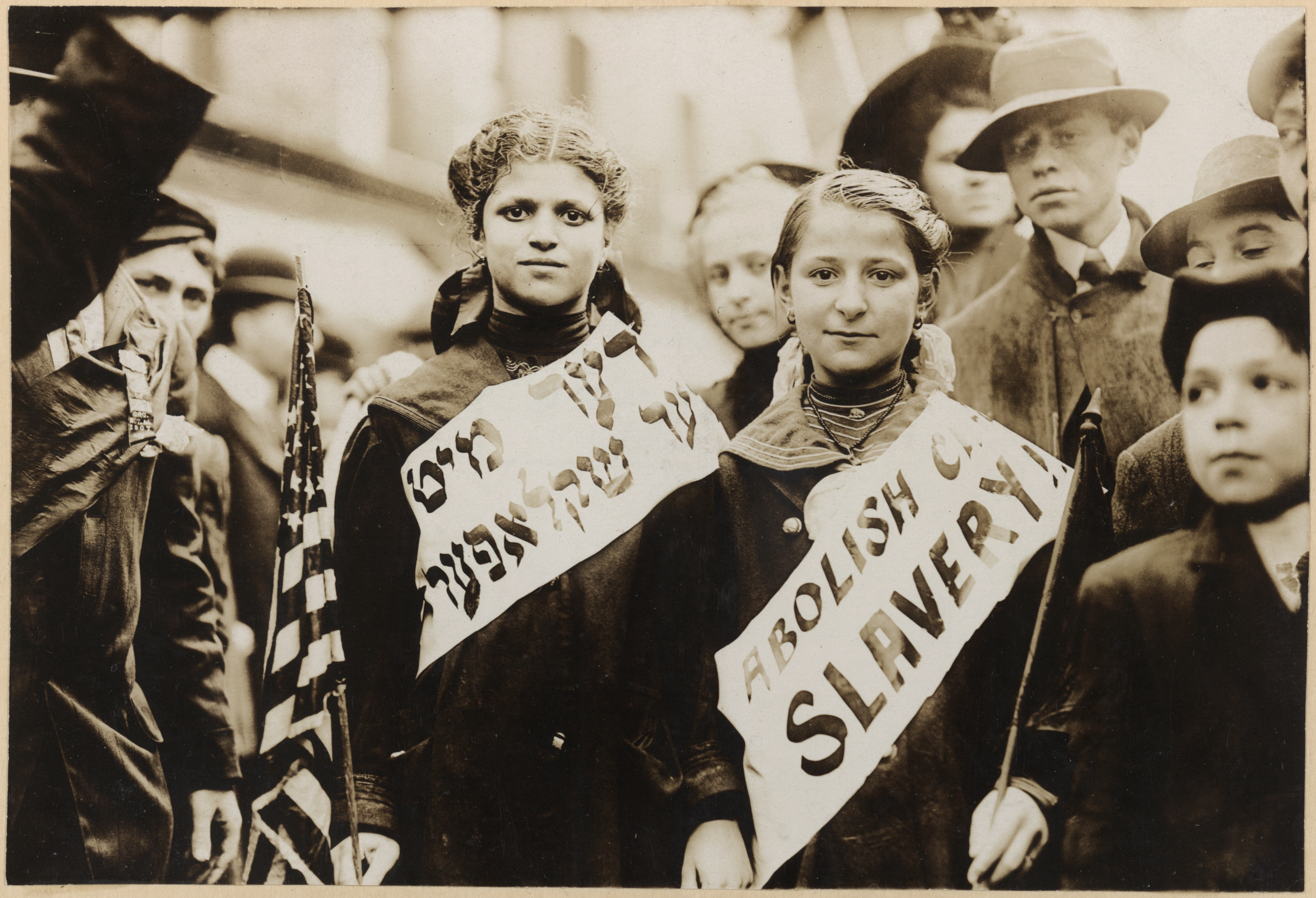
Deux filles juives protestant contre l'esclavage des enfants, en portant des pancartes écrites en anglais et en yiddish (1909)

Au XIXe siècle, en France, des mouvements abolitionnistes comme celui mené par l'abbé Grégoire sont soutenus par des Juifs dont l'homme politique et avocat à la Cour de cassation, Adolphe Crémieux, qui participe en France au tollé moral contre l'esclavage. En 1848, alors qu'il est ministre de la Justice, il est l'auteur d'un projet de loi sur l'abolition, qui estime en 1831 dans la suite de l'abolitionniste martiniquais Cyrille Bissette, qu'il « est du devoir d'un gouvernement national d'anéantir le préjugé (contre les Noirs) » et s'exprime en ces termes : « (Juifs) victimes longtemps d'un préjugé non moins absurde, fondé sur la différence des cultes, nous nous félicitons de donner aux hommes de couleur libres le secours que naguère encore, nous réclamions pour nous-mêmes ». Crémieux annonce l'abolition de l'esclavage dans toutes les possessions françaises.

### Identification
Lors des luttes pour l'obtention des droits civiques des Noirs aux États-Unis, des Juifs comme (en)Joseph L. Rauh Jr. et des Afro-Américains coopèrent, motivés en partie par le contexte commun de l'esclavage, en particulier l'histoire de l'esclavage des Juifs en Égypte, telle que racontée dans l'histoire biblique du Livre de l'Exode, à travers un phénomène d'identification. Le rabbin Joachim Prinz s'exprime à la tribune du Lincoln Memorial lors de la Marche sur Washington de 1963, où il souligne cette identification à la privation des droits afro-américains « née de notre propre expérience historique douloureuse », y compris l'esclavage et la ghettoïsation.

## Controverse sur l'importance de la participation des Juifs aux traites négrières

### Origine
Que les Juifs soient les organisateurs de la traite des Noirs est une allégation qui semble avoir son origine dans un pamphlet publié à compte d'auteur en 1968 par un certain Walter White Jr, Who Brought the Slaves to America? (« Qui a amené les esclaves en Amérique ? »), ce dernier s'inspirant du pamphlet antisémite Le Juif international de Henry Ford, paru en 1920. Il est relayé par l'extrême droite américaine dont le journal du Ku Klux Klan puis cette théorie du complot antisémite est exploitée et abondamment diffusée dans le monde par un autre mouvement afro-américain, Nation of Islam de Louis Farrakhan. En France, Dieudonné et Alain Soral s'en font les propagandistes.

### SelonNation of Islam
Le débat sur l'ampleur de la participation des Juifs à la traite des Noirs éclate en 1991 à la suite de la publication d'un livre intitulé The Secret Relationship Between Blacks and Jews (La relation secrète entre Juifs et Noirs) rédigé par le département de recherche historique de Nation of Islam, une association faisant la promotion du nationalisme noir. Dans cet ouvrage, Nation of Islam développe une thèse selon laquelle les Juifs auraient eu un poids prépondérant dans la traite atlantique, la finançant en grande partie. Les auteurs insistent aussi sur la cruauté particulière des esclavagistes juifs. Aussi, selon Marc Lee Raphael en 1983 et Oscar Reiss en 2004, Isaac Da Costa ferait partie des plus importants marchands d'esclaves du continent américain, au XVIIe siècle.
The Secret Relationship Between Blacks and Jews s’inspire de l’opuscule du suprémaciste Walter White Jr. Thématique, argumentaire et méthodologie y sont identiques : manipulation des sources, des citations hors-contextes, affirmations mensongères ou tendancieuses, et assimilation de la traite transatlantique à la Shoah.
Ces allégations ont été réfutées par un certain nombre de chercheurs qui, tout en ne niant pas le fait que des Juifs aient participé au commerce esclavagiste, se sont attachés à démontrer que leur contribution à la traite est restée tout à fait mineure. L’universitaire Henry Louis Gates Jr. considère que ce livre est un brûlot antisémite.

### Réfutations argumentées
Ainsi, Wim Klooster de l'Université du Maine, spécialiste de l'histoire du monde atlantique et des Caraïbes, indique que les Juifs d'Amérique « possédaient nettement moins d’esclaves que les non-Juifs dans les territoires britanniques d’Amérique du Nord et des Caraïbes. Même quand des Juifs, dans un petit nombre de lieux, possédaient des esclaves en quantité légèrement supérieure à leur représentation parmi les familles d’une ville, ces cas ne peuvent en aucun cas corroborer les assertions du livre de la Nation de l’Islam ». Le professeur (en) Jacob Marcus précise que « la participation des hommes d’affaires juifs américains représentait moins de 2 % des importations d’esclaves dans les Antilles ». À son tour, le rabbin et historien (en) Bertram Korn dans son ouvrage Jews and Negro Slavery in the Old South, 1789-1865, précise qu'aucun des principaux marchands du sud esclavagiste n'était juif et que « la totalité des trafiquants juifs dans toutes les villes et villages du Sud réunis n’ont jamais acheté ou vendu autant d’esclaves que la seule société Franklin and Armfield (en), les plus gros trafiquants d'esclaves du Sud ».
L'historien Ralph A. Austen, spécialiste de l'Afrique à l'université de Chicago, a critiqué le livre de Nation of Islam, disant que « les distorsions (dans le livre) sont produites presque entièrement par des citations sélectives plutôt que par des mensonges explicites... Plus fréquemment, il y a des insinuations relatives à l'implication des Juifs dans le commerce des esclaves », et « Bien que nous ne devions pas ignorer l'antisémitisme manifeste de ce livre […], on doit reconnaître la légitimité du but avoué qui est d'examiner complètement et en profondeur, même les éléments les plus inconfortables de notre passé commun (aux Noirs et aux Juifs). » Austen reconnaît que ce livre est le premier ouvrage sur le sujet visant un public non-académique.

### Dieudonné, Soral, Grenouilleau: controverse française des années 2000 et contexte guadeloupéen
Selon l’historien Tal Bruttmann, le regain d’antisémitisme observé en France remonte au « début des années 2000 », avec comme principaux « vecteurs de l’antisémitisme » les polémistes Dieudonné et Alain Soral. C'est l'époque où une théorie du « complot juif » qui aurait « inventé, organisé, profité massivement de l’esclavage » apparaît en Europe et « s’implantera en France » tout particulièrement, propagée par ces deux personnes, selon l'avocat Nicolas Bernard pour Conspiracy Watch.
Dieudonné et Soral ne font que reprendre des rumeurs sur Internet reprenant elle-même The Secret Relationship Between Blacks and Jews, un ouvrage publié par Nation of Islam traitant dans son premier tome paru en 1991 de la pratique de l'esclavage par les Juifs, en allèguant que la communauté juive aurait dominé la traite atlantique de l'esclavage. Selon ce livre, peu relayé en France jusqu'en 2003-2002, les Juifs, s’établissant en Martinique y auraient également implanté en 1655 l’industrie sucrière.
Mais dès 1995, l'Association historique américaine (AHA), par une action sans précédent depuis sa création 111 ans plus tôt, a écarté ces théories par une déclaration condamnant « toute allégation que les Juifs auraient joué un rôle disproportionné dans la traite transatlantique des esclaves ».
Le chiffre de 900 Juifs cités par The Secret Relationship n’a aucun fondement ; il vient d'une déformation du récit de Jean-Baptiste Du Tertre, publié en 1667, lui-même sujet à caution, qui parle de 1 200 personnes arrivées aux Antilles du Brésil hollandais dont 300 esclaves, mais sans donner de proportions de Juifs. Ce récit de 1667 déforme lui-même un autre de 1664, parlant aussi de 1 200 personnes dont seulement 50 hollandais, les autres étant noirs ou métissés.
Le texte de Du Tertre ne dénombre en réalité que sept à huit Juifs du Brésil arrivés en Martinique, en 1654, sans préciser s’ils possédaient des esclaves, tandis que le recensement de 1664, beaucoup plus fiable dénombre en Martinique 22 Juifs, détenant 5 serviteurs blancs et 20 esclaves.
Vivant tous deux à plusieurs milliers de kilomètres des Antilles en 1654, les auteurs des deux textes sont deux prêtres dominicains, ordre religieux alors en conflit avec la Compagnie française des Indes occidentales afin de récupérer des concessions dans la capitale guadeloupéenne, sur un site où deux autres ordres, carmes et jésuites, leur avaient en 1650 préférés par le gouverneur Charles Houel qui leur avait donné une partie des terres des dominicains, puis avaient fait de même avec des colons hollandais dont l'arrivée n'est consatée dans toutes les traces écrites que bien après 1654. Lors de la publication des deux textes antisémites de 1664 et 1667, la Compagnie française des Indes occidentales était critiquée car son monopole, limitant le commerce avec les Hollandais, avait appauvri la Martinique et la Guadeloupe. Ces critiques et probablement le livre ont amené le ministre Colbert à obtenir l'ouverture d'une grande raffinerie de sucre à la fin des années 1660, par des Français, mais les dominicains n'ont pas récupéré leurs terres.
Clairement antisémite, le texte de Jean-Baptiste Du Tertre monte en épingle la présence hollandaise, pour déplorer qu'elle ait profité de circonstances exceptionnelles treize ans plus tôt en 1654 et laisse entendre qu'elle est essentiellement juive, sans rien préciser, et que le précédent gouverneur Charles Houel s'est montré trop clément envers eux afin de s'enrichir personnellement car la culture du sucre et sa transformation auraient échoué auparavant.
La présence hollandaise en Guadeloupe, réelle mais minoritaire, a amené certains auteurs non historiens à en majorer l'existence comme Myriam Alamkan qui se revendique parmi les descendants de Jean Melse, Hollandais ou Flamand venu du Brésil, dont le nom apparait dans plusieurs actes de baptêmes, de mariages et même de décès, mais pas la date d'arrivée.

## Bilan sur la participation des Juifs à l'esclavage
Le professeur émérite David Brion Davis dont l'historien de l'Université du Maryland, Ira Berlin dit qu'« aucun chercheur n'a joué un rôle plus important dans l'expansion de la compréhension contemporaine sur la manière dont l'esclavage a façonné l'histoire des États-Unis, des Amériques et du monde que ⟨lui⟩ », un expert reconnu dans le domaine de l'esclavage et du racisme dans l'Occident et le Nouveau monde, considère pour sa part que : « une recherche sélective sur les marchands juifs d'esclaves devient intrinsèquement antisémite, à moins que l'on garde en mémoire le contexte plus large et la place très marginale des Juifs dans l'histoire du système global. »